# Иствуд, Томас Ральф
Томас Ральф Иствуд (англ. Thomas Ralph Eastwood; 10 мая 1890 года — 15 февраля 1959 года) — генерал Британской армии, участник Второй мировой войны, губернатор Гибралтара с 1944 по 1947 годы.

## Ранние годы
Родился 10 мая 1890 года в Кентербери, графства Кент, Англия. Был вторым сыном капитана (позднее подполковника) Королевских гвардейского драгунского полка Хью де Креспиньи Иствуда (англ. Hugh de Crespigny Eastwood), отличившегося во Второй англо-бурской войне, награждённого в 1902 году орденом «За выдающиеся заслуги» и закончившего военную карьеру в 1918 году в должности инспектора подразделений велосипедистов. Мать Ральфа Иствудв, Элинор (англ. Elinor), вышла замуж за его отца в 1887 году. Она была дочерью генерал Джона Холла Смита Тётя со стороны матери, Этель Смит, — композитор и суфражистка. Старший брат Ральфа, Хью, стал лейтенант-командором в Королевском флоте. Иствуд учился в Итонском колледже с 1904 по 1908 годы.

## Военная карьера
По окончании Итона Иствуд был принят в Королевское военное училище в Сандхерсте. В октябре 1910 года получил офицерское звание и был направлен на службу в стрелковую бригаду принца-консорта. В ноябре 1912 года был назначен адъютантом губернатора Новой Зеландии Артура Фулджема. С этой должности он был направлен в Новозеландский экспедиционный корпус, когда началась Первая мировая война. Позже служил капитаном в Новозеландской стрелковой бригаде. После участия в оккупации Германского Самоа, Иствуд в 1915 году покинул Новую Зеландию в составе Третьего подкрепления, прибыв в Суэц через сорок дней морского путешествия. В апреле 1915 года его батальон был развернут в Галлиполи, после этой операции он был награждён военным крестом за руководящую роль во время ночного нападения на 6—7 августа 1915 года. По окончании службы в составе Египетского экспедиционного корпуса бригада Иствуда была переброшена во Францию, где в октябре 1917 года он стал офицером генерального штаба в звании майора.
17 октября 1918 года Иствуд был снова направлен в действующую армию и в 1919 году участвовал в интервенции на севере России в звании бригадного майора штаба генерала Генри Роулинсона. После дальнейшей штабной службы в Олдершоте, ирландском Корке и в Военном министерстве в Лондоне, Иствуд в 1928 году стал инструктором в Штабном колледже в Камберли. Следующее назначение он получил в качестве командира 2-го батальона Королевского стрелкового корпуса, а затем в 1938 году стал комендантом Королевского военного училища в Сандхерсте в звании генерал-майора.
После начала Второй мировой войны в 1939 году Иствуд был назначен командующим 59-й (Стаффордширской) стрелковой дивизией Британского экспедиционного корпуса, оставаясь в этой должности до 31 мая 1940 года. Затем он возглавил 4-ю пехотную дивизию. В октябре 1940 года он получил должность генерал-инспектора сил самообороны Великобритании, а в ноябре, в звании генерал-лейтенанта, стал генеральным директором сил самообороны. В июне 1941 года Иствуд был назначен на должность главы Северного командования. В 1944 году стал губернатором Гибралтара, в 1947 году ушёл в отставку. С 1945 году он занимал почётный пост комендант-полковника, командира 1-го батальона Стрелковой бригады, который покинул в 1951 году, став мировым судьей графства Уилтшир.

## Семья
21 апреля 1921 года Ральф Иствуд женился на Мейбл Вивиан Придо (англ. Mabel Vivian Prideaux). У пары родился был, Томас Хью Иствуд (1922—1999 года), ставший композитором. Ральф Иствуд скончался 15 февраля 1959 года в Родмартоне, графство Глостершир.